# West Hempstead
West Hempstead è un census-designated place degli Stati Uniti d'America nella contea di Nassau, nello Stato di New York. È situata nell'isola di Long Island e fa parte del comune di Hempstead.

## Infrastrutture e trasporti
West Hempstead è servito dall'omonima stazione ferroviaria della Long Island Rail Road.